# Zygophyllales
Zygophyllales (паролистоцвіті) — порядок дводольних квіткових рослин.

## Опис
Це трав'янисті рослини, напівчагарники, чагарники або невеликі дерева. Krameriaceae мають зигоморфні квіти з нерівними пелюстками і колючі плоди. Zygophyllaceae

## Поширення
Krameriaceae поширені в Новому Світі, Zygophyllaceae населяють посушливі регіони по всьому світу.

## Галерея

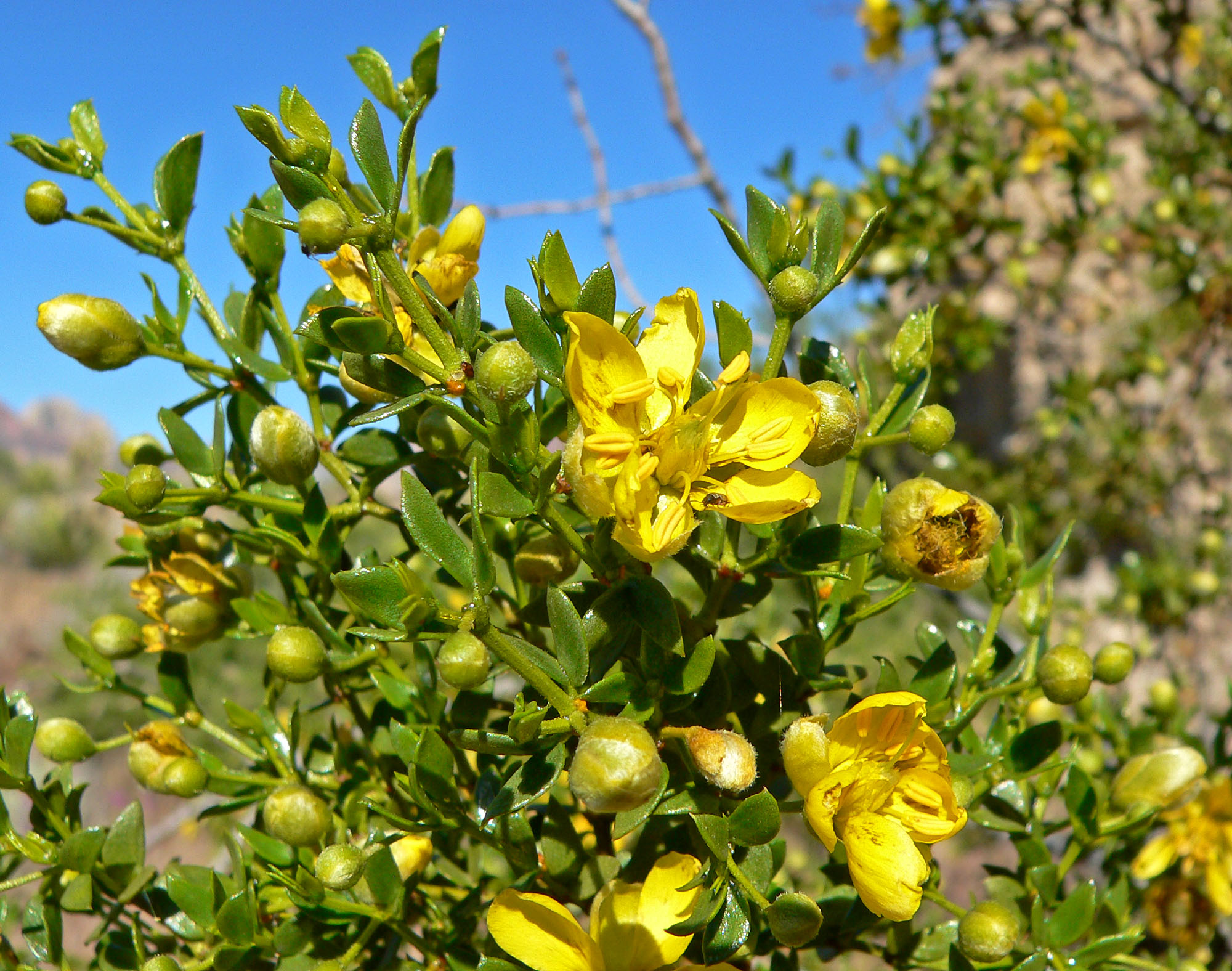
Larrea tridentata з родини Zygophyllaceae
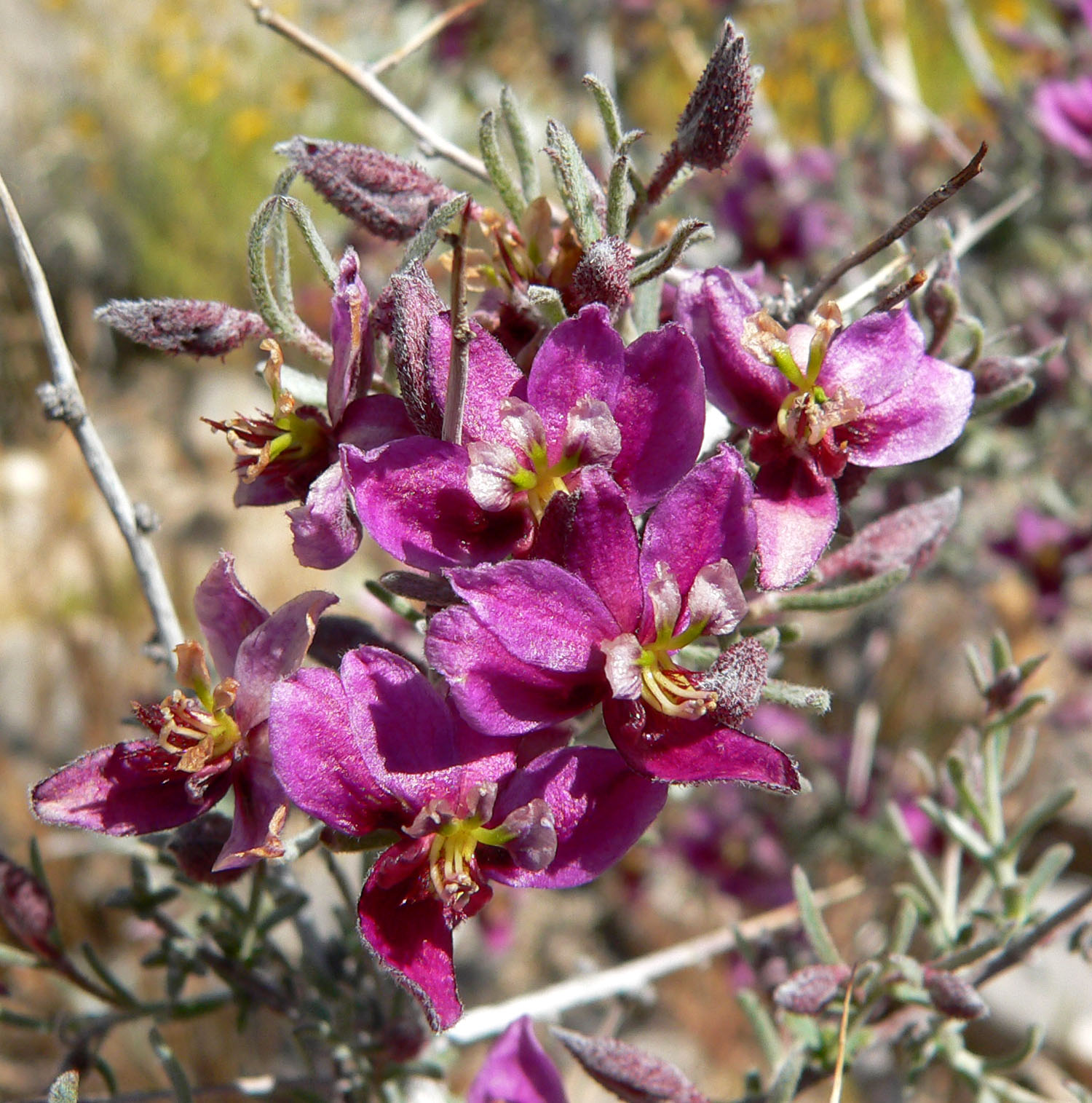
Krameria erecta з родини Krameriaceae